# أمير خليلوفيتش
أمير خليلوفيتش هو لاعب كرة قدم بوسني في مركز الوسط، ولد في 4 نوفمبر 1989 في بانوفيتشي في البوسنة والهرسك. شارك مع منتخب البوسنة والهرسك تحت 19 سنة لكرة القدم. أما مع النوادي، فقد لعب مع نادي سبارتاك ترنافا ونادي هراتس كرالوفه.

## وصلات خارجية
- أمير خليلوفيتش على موقع اتحاد تركيا (لاعب) (الإنجليزية)
- أمير خليلوفيتش على موقع قاعدة بيانات كرة القدم.إي يو (الإنجليزية)
- أمير خليلوفيتش على موقع ناشيونال فوتبول تيمز (الإنجليزية)
- أمير خليلوفيتش على موقع Soccerway.com (الإنجليزية)
- أمير خليلوفيتش على موقع عالم كرة القدم.نت (الإنجليزية)